# Fujitsu A64FX
El A64FX es un microprocesador con arquitectura ARM diseñado por Fujitsu. El procesador está reemplazando al SPARC64 V como procesador de Fujitsu para aplicaciones de supercomputadora. Alimenta a la supercomputadora Fugaku, la más rápida del mundo según las clasificaciones TOP500 de junio de 2020.

## Diseño
Fujitsu colaboró con ARM para desarrollar el procesador; será el primer procesador en utilizar el ARMv8.2-A Extensión Vectorial Escalable Conjunto de instrucciones SIMD con implementación de vector de 512 bits. Un prototipo de computadora que utiliza los procesadores fue clasificado como la 159ª computadora más rápida del mundo en la lista de las 500 mejores en noviembre de 2019..
El procesador utiliza 32 gigabytes de memoria HBM2 con un ancho de banda de 1 TB por segundo. El procesador contiene 16 PCI Express generación 3 carriles para conectarse a los aceleradores, por ejemplo GPGPU y FPGAs. El conteo de transistores reportado es de alrededor de 8.7 billones.
Cada CPU tiene 48 núcleos construidos como un "nodo" - el nodo de Fugaku tiene 4 "núcleos asistentes", sin embargo Fujitsu tiene la intención de producir máquinas de menor especificación con cero o dos núcleos asistentes.
La supercomputadora más rápida actual en la lista de las 500 principales Fugaku utiliza CPUs A64FX  de 48C de 2.2GHZ, con un total de 7.299.072 núcleos y 4.866.048 GB de memoria.

## Implementaciones
Fujitsu diseñó el A64FX para el Fugaku. En junio de 2020 el Fugaku es la supercomputadora más rápida del mundo según las clasificaciones TOP500. Fujitsu tiene la intención de vender máquinas más pequeñas con procesadores A64FX. Anandtech reported in June 2020 that the cost of a PRIMEHPC FX700 server, with 2 A64FX nodes, was ¥4155330.
Cray está desarrollando supercomputadoras usando el A64FX. La supercomputadora Isambard 2 está siendo construida para un consorcio en el Reino Unido, liderado por la Universidad de Bristol y que también incluye a la Oficina de Meteorología, usando los procesadores de Fujitsu. Es una actualización de la supercomputadora Isambard que fue construida con el Marvell ThunderX2, otro microprocesador de arquitectura ARM.